# 2760 Kacha
2760 Kacha је астероид са пречником од приближно 57,90 .
Афел астероида је на удаљености од 4,460 астрономских јединица (АЈ) од Сунца, а перихел на 3,498 АЈ.
Ексцентрицитет орбите износи 0,120, инклинација (нагиб) орбите у односу на раван еклиптике 13,466 степени, а орбитални период износи 2899,597 дана (7,938 година).
Апсолутна магнитуда астероида је 10,04 а геометријски албедо 0,050.
Астероид је откривен 8. октобра 1980. године.